# Careproctus melanurus
Careproctus melanurus és una espècie de peix pertanyent a la família dels lipàrids.
Fa 51 cm de llargària màxima (normalment, en fa 36) i 1.700 g de pes. Té Aleta caudal estreta i lleugerament arrodonida. Menja poliquets, crustacis petits, cloïsses i d'altres invertebrats.
Als Estats Units és depredat pel lleó marí de Califòrnia (Zalophus californianus).
És un peix marí i batidemersal que viu entre 89 i 2.286 m de fondària (normalment, entre 500 i 700). Es troba des del mar de Bering fins a San Diego (Califòrnia, els Estats Units). Té una esperança de vida de 8 anys. És inofensiu per als humans.